# Gonomyia (Gonomyia) spinifer
Gonomyia (Gonomyia) spinifer is een tweevleugelige uit de familie steltmuggen (Limoniidae). De soort komt voor in het Nearctisch gebied.